# Ferentillo
Ferentillo – miejscowość i gmina we Włoszech, w regionie Umbria, w prowincji Terni.
Według danych na rok 2004 gminę zamieszkiwało 1897 osób, 27,5 os./km².

## Miasta partnerskie
- Sérignan-du-Comtat